# Mediations Biennale

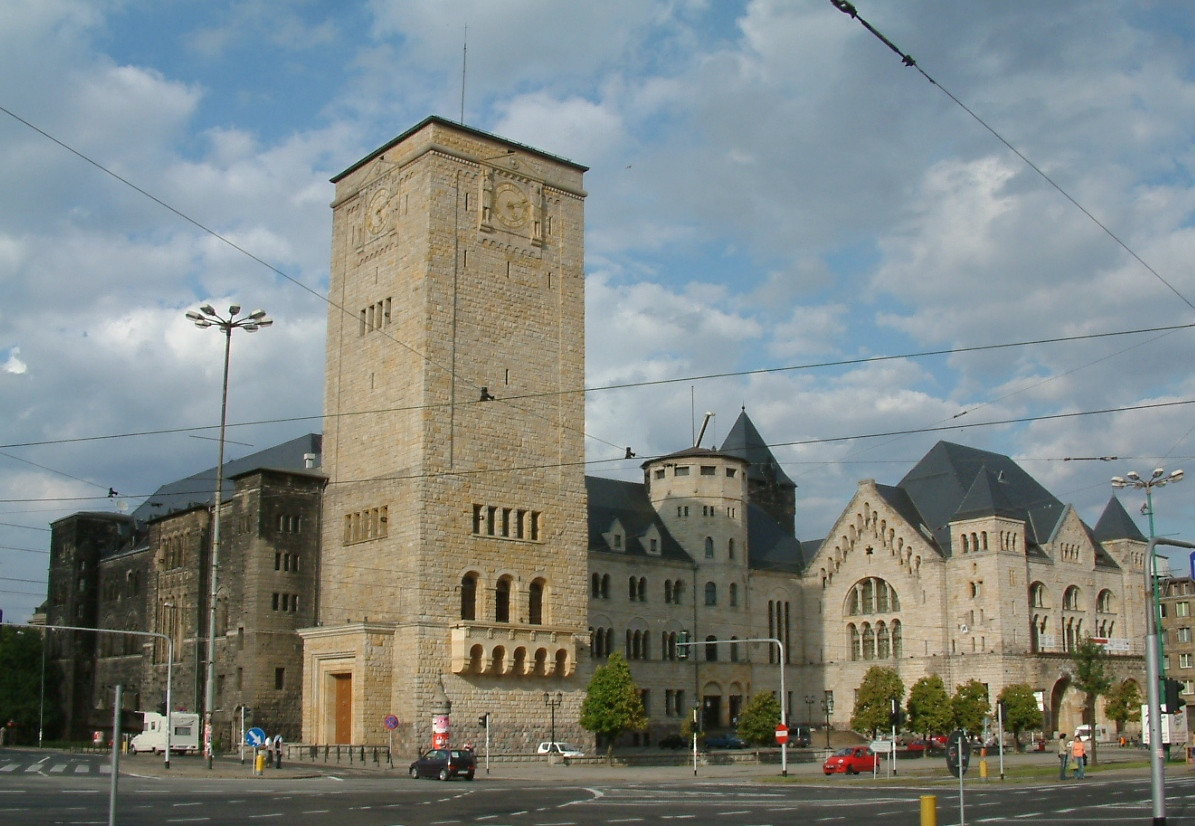
Zamek Cesarski w Poznaniu – jedna ze scen Mediations Biennale

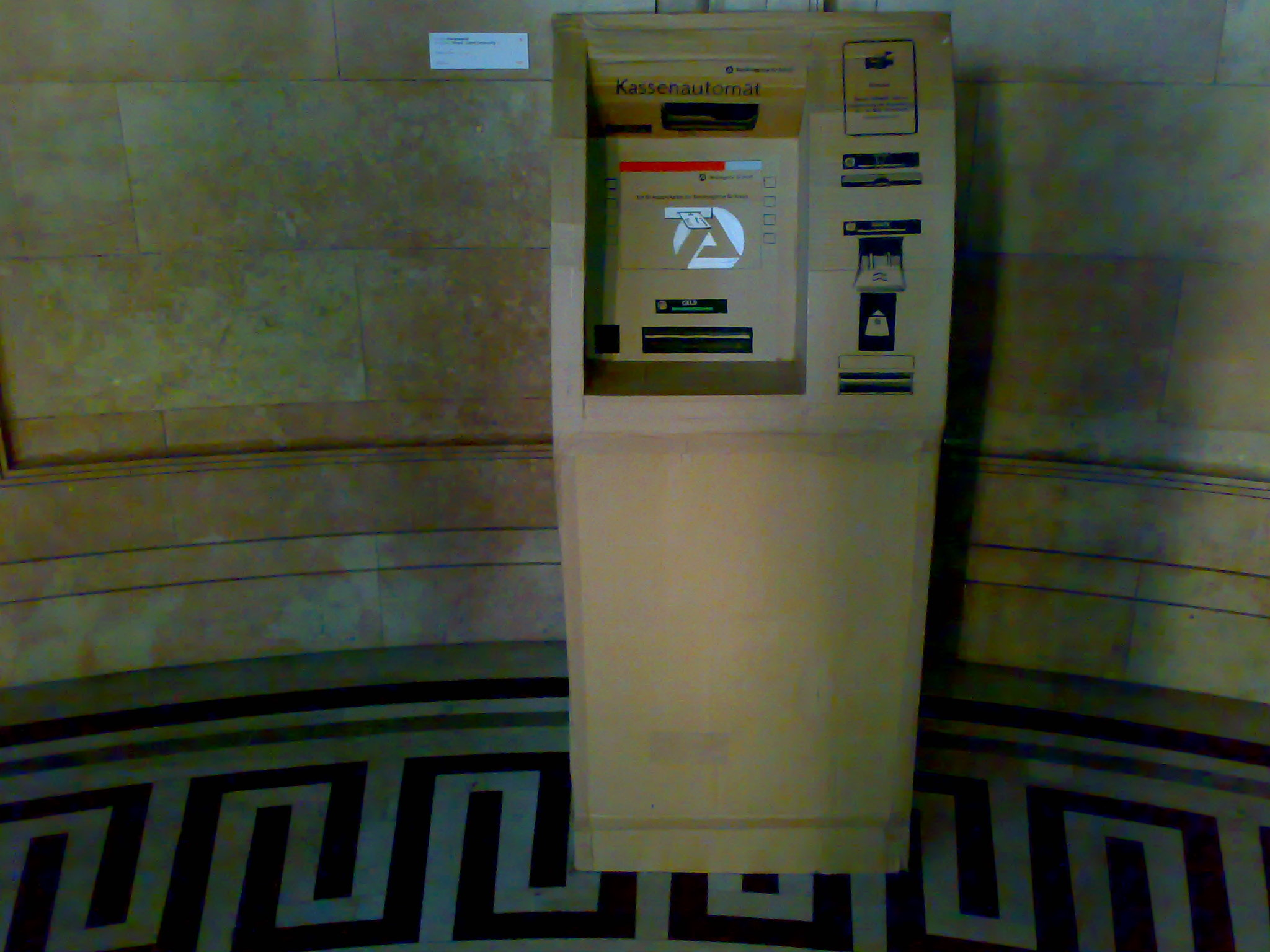
Christine Kriegerowski & Christian Tempel – Trust is good (Zaufanie jest dobre – bankomat z tektury)

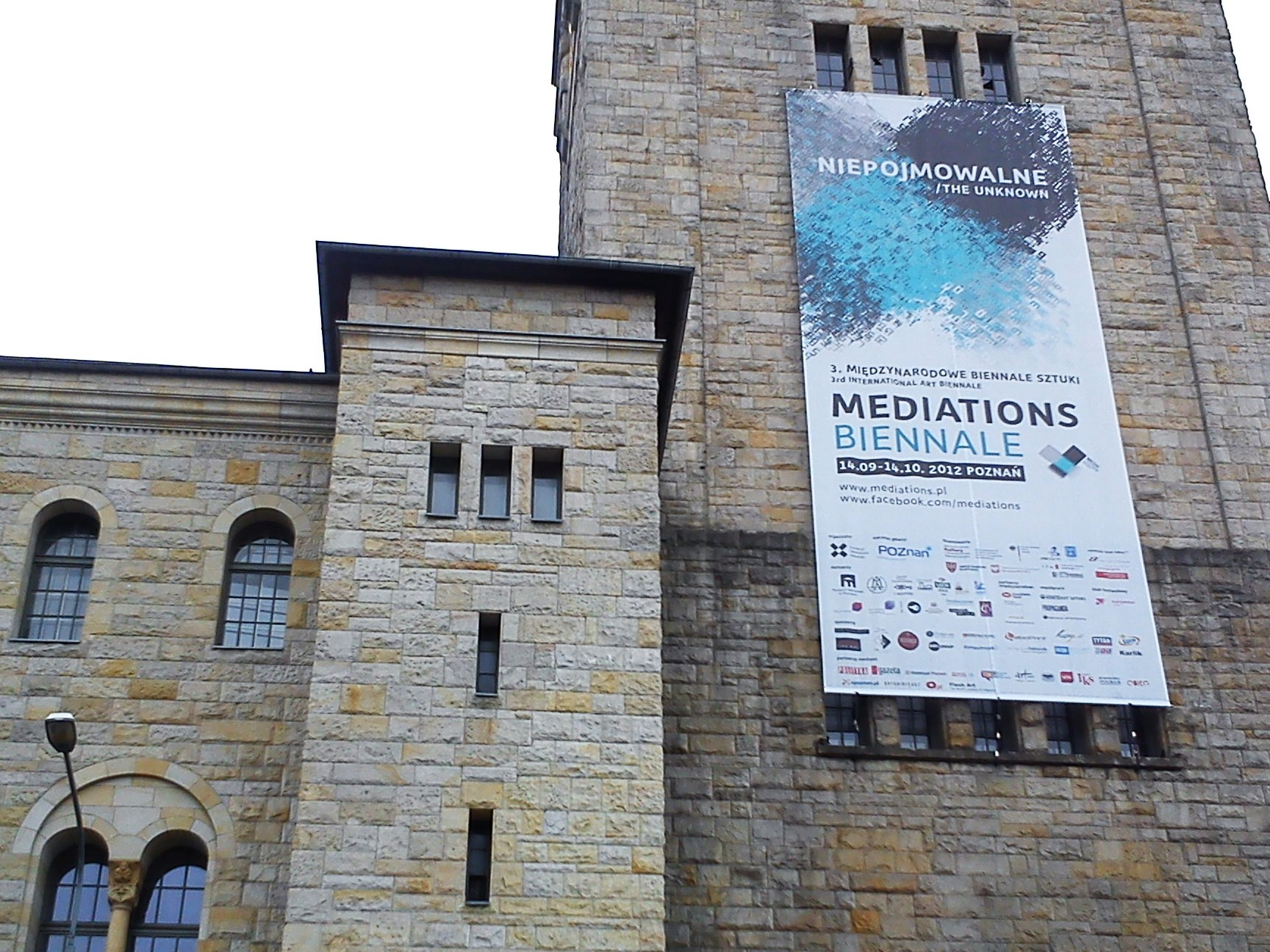
Biennale w 2012

Mediations Biennale – biennale sztuki współczesnej, odbywa się co dwa lata od 2008 roku w Poznaniu. Na biennale są prezentowane prace artystów polskich i zagranicznych, realizujących swoje dzieła w zakresie wszystkich mediów– sztuki wideo, sztuki multimedialnej, instalacji, sztuk performatywnych, a także tradycyjnych: malarstwa, grafiki, rzeźby. Mediations Biennale jest największą tego typu imprezą w Polsce i Europie Środkowej. Inicjatorem Mediations Biennale jest Tomasz Wendland we współpracy ze Sławomirem Sobczakiem, oraz dyrektorem organizacyjnym Anną Hryniewiecką. Partnerami biennale są: Muzeum Narodowe w Poznaniu, Centrum Kultury Zamek, WSNHiD w Poznaniu. Mecenasem Mediations Biennale jest Urząd Miasta Poznania, Urząd Marszałkowski Województwa Wielkopolskiego, Ministerstwo Kultury i Dziedzictwa Narodowego.
- Kuratorami Mediations Biennale byli: Lorand Hegyi, Fumio Nanjo, Tsutomu Mizusawa, Ryszard Kluszczyński, Yu Yeon Kim, Gu Zhenqing, Georg Elben, Harro Schmidt, Richard Birkett, Juraj Čarny, Nika Kukhtina, Matthias Reichelt, Georgi Begun, Paweł Sosnoswski, Janos Sturcz, Biljana Ciric, Binghui Huangfu, Shen Qibin.

- W wystawach Mediations Biennale brali m.in.: Marina Abramović, Janusz Bałdyga, Rolf Bier, Braco Dimitriević, Heri Dono, Em`kal Eyongakpa, Harun Farocki, Ken Feingold, Weng Fen, Masaki Fujihata, Günter Grass, Shilpa Gupta, Golba Hossein, Sanja Iveković, Eduardo Kac, William Kentridge, Anselm Kiefer, Kimsooja, Jarosław Kozłowski, Katarzyna Kozyra, Marie-Jo Lafontaine, Sigalit Landau, Zbigniew Libera, Teresa Margolles, Phil Niblock, Hermann Nitsch, Michelangelo Pistoletto, Miguel Angel Rios, Józef Robakowski, Julian Rosefeldt, Zbigniew Taszycki, Barthélémy Toguo, Jaan Toomik, Günter Uecker, Tim Ulrichs, Koen Vanmechelen, Bill Viola, Apichatpong Weerasethakul, Sun Yuan – Peng Yu.

## Geneza i Historia Biennale
Mediations Biennale czerpie z tradycji festiwalu sztuk wizualnych INNER SPACES- międzynarodowego wydarzenia artystycznego zainicjowanego w 1993 – oraz odwołuje się do wystaw organizowanych w krajach Azji, Ameryki i Europy. Pierwsza edycja Mediations Biennale odbyła się we wrześniu 2008 roku, druga we wrześniu i październiku 2010, trzecia planowana jest na 2012 rok.

## Koncepcja Mediations Biennale
Położenia miasta Poznania na mapie Europy, stwarza niezwykłą okazję do roli mediatora pomiędzy Europą zachodnią i wschodnią, pomiędzy Azją i Europą i pomiędzy cywilizacjami wschodu i zachodu. Słowo "mediacje" dotyczy również relacji pomiędzy wszystkimi dziedzinami sztuki, postawami, światopoglądami i pokoleniami. Płaszczyzną spotkań są Inner Spaces – przestrzenie wewnętrzne, które są obszarem dialogu respektującym różnorodne postawy indywidualne. Mediations Biennale jako impreza cykliczna inicjuje i udostępnia możliwość działań twórczych w kontekście kultury polskiej i środkowej Europy. Jest również inicjatorem i partnerem wielu wystaw w Polsce i na świecie.

## Asia Europe Mediations
Międzynarodowa wystawa sztuki współczesnej Asia Europe Mediations odbyła się pomiędzy 29 czerwca a 3 lipca 2007 roku w Poznaniu. Asia Europe Mediations zainicjowała późniejsze, odbywające się w Poznaniu międzynarodowe biennale sztuki współczesnej – Mediations Biennale. W wystawie uczestniczyło 300 artystów z 23 krajów Azji i Europy oraz Ameryki i Australii.

## Mediations Biennale 2008
Pierwsza oficjalna edycja Mediations Biennale 2008 odbyła się w 2008 roku w dniach od 3 do 30 października w Poznaniu. Na jej program złożyło się 16 ekspozycji pokazywanych w kilkunastu przestrzeniach wystawienniczych Poznania. Udział w biennale wzięło w ok. 240 artystów.

## Mediations Biennale 2010
Druga edycja: Mediations Biennale 2010 odbyło się pomiędzy 11 września a 30 października 2010 roku. Na program składały się dwie wystawy główne: Erased Walls oraz Beyond Mediations oraz szereg wydarzeń towarzyszących. W wystawach udział brało 150 artystów z całego świata. Oficjalna inauguracja Mediations Biennale 2010 była głównym wydarzeniem towarzyszącym 4. konferencji ASEM (Asia-Europe Meeting) – spotkania 43 Ministrów Kultury i delegacji z Azji i Europy.

## Mediations Biennale 2012
III edycja Mediations Biennale trwała od 14 września do 14 października 2012 roku. Tematem przewodnim biennale było: The Unknown – Niepojmowalne.

## Mediations Biennale 2014
IV edycja Mediations Biennale trwała od 21 września do 26 października 2014 roku. Tematem przewodnim biennale było: Kiedy nigdzie staje się tutaj.

## Organizatorzy
- Organizatorami pierwszej i drugiej edycji Mediations Biennale byli: Centrum Kultury ZAMEK w Poznaniu oraz Stowarzyszenie Kontekst Sztuki.
- Do organizacji trzeciej edycji w 2012 roku powołana została Fundacja MEDIATIONS BIENNALE na podstawie porozumienia pomiędzy dotychczasowymi organizatorami.
- Od początku działalności Mediations dyrektorem biennale jest Tomasz Wendland.